# Endlager (Kerntechnik)

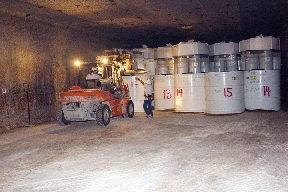
Transuranabfall im Waste Isolation Pilot Plant, New Mexico, USA

In der Kerntechnik bezeichnet das Endlager eine Lagerstätte, in der radioaktive Abfälle über sehr lange Zeiträume „endgültig“ und abgesichert aufbewahrt werden sollen. Aufgrund der teils tausende von Jahren beanspruchenden Halbwertszeiten mancher Radionuklide wird von diesen Endlagern in für menschliches Ermessen nicht absehbaren Zeithorizonten eine Gefahr ausgehen. Daher müssen besondere Standortvoraussetzungen erfüllt sein und Vorkehrungen getroffen werden, dass z. B. Menschen auch vieler künftiger Generationen mit der Radioaktivität nicht in Kontakt geraten.

## Zu lagernder radioaktiver Abfall
Radioaktiver Abfall, umgangssprachlich Atommüll, entsteht durch
- Kernspaltung, Brutreaktionen und Neutroneneinfang in Kernreaktoren,
- Abraum des Uranbergbaus,
- radioaktiven Zerfall (beispielsweise Tochterprodukte von Radionukliden aus medizinischen Anwendungen),
- sonstige Aktivierungsvorgänge, beispielsweise bei Teilchenbeschleunigern

sowie an vielen Verfahrensschritten der genannten Vorgänge (Urananreicherungsanlagen, Rückstände aus dem Stilllegungsprozess von Kernkraftwerken, Brennelementefertigung u. v. m.).

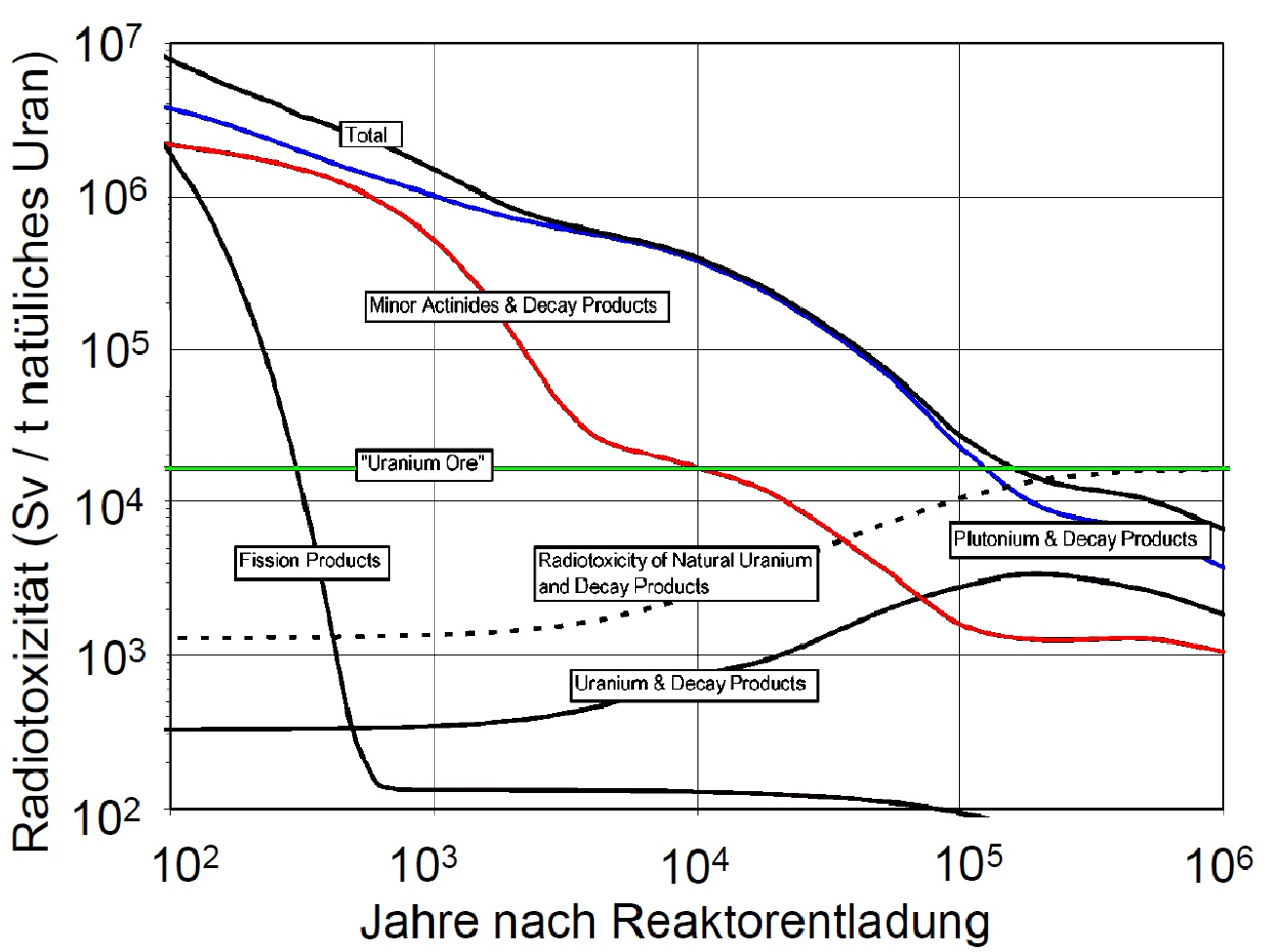
Zeithorizont für nukleare Abfälle

Radioaktiver Abfall enthält je nach Herkunft sehr unterschiedliche Gemische verschiedener Radionuklide. Die Aktivität jedes einzelnen Nuklids nimmt in je einer Halbwertszeit um die Hälfte ab. In einem Nuklidgemisch dominiert zunächst die intensive Strahlung der kurzlebigen Nuklide, bis diese soweit abgeklungen ist, dass die Strahlung der längerlebigen Nuklide in den Vordergrund tritt.
Schwach- und mittelradioaktiven Abfall mit kurzen Halbwertszeiten kann man entsorgen, indem man ihn so lange zwischenlagert, bis die Aktivität unter den zulässigen Grenzwert gefallen ist. Beispielsweise legen entsprechende Verordnungen dar, wie abgeklungener Abfall gemessen und für konventionelle Entsorgung oder Wiederverwendung freigegeben wird (Deutschland: gemäß Strahlenschutzverordnung, Schweiz: freigemessen nach Art. 106 StsV). Enthält der Abfall auch Nuklide mit Halbwertszeiten von Jahrzehnten oder länger, muss er in ein Endlager entsorgt werden. Auch für kürzerlebigen, schwachaktiven Abfall kann die direkte Endlagerung wirtschaftlicher sein als eine Zwischenlagerung.
Hochradioaktiver Abfall entsteht ganz überwiegend durch die Nutzung der Kernenergie in Kernreaktoren. Abgebrannte Brennelemente enthalten ein Gemisch verschiedener Spaltprodukte sowie erbrütete Transurane (Uran, Neptunium, Plutonium). Sie müssen zunächst einige Jahre lang in einem Abklingbecken aufbewahrt werden, bevor die Aktivität der kürzerlebigen Spaltprodukte soweit abgefallen ist, dass keine ständige Wasserkühlung mehr erforderlich und ein Abtransport möglich ist. In einer Wiederaufbereitungsanlage können dann die spaltbaren Nuklide abgetrennt werden, um sie in Mischoxid-Brennelementen verwenden zu können. Das Gemisch mit den überwiegend nicht spaltbaren Nukliden wird verglast und in ein Zwischenlager gebracht, wo es einige Jahrzehnte lang weiter abklingen muss, bevor die Wärmeentwicklung so weit zurückgegangen ist, dass eine Endlagerung möglich ist. Bei einem großen Kernkraftwerk fallen pro Jahr etwa 7 m³ hochradioaktiver Abfälle an (das entspricht einem Würfel von knapp 2 m Seitenlänge) sowie größere Mengen schwach- und mittelaktiver Abfälle. In Deutschland sind infolge des Atomausstiegs seit 2005 Transporte zur Wiederaufbereitung nicht mehr zugelassen; stattdessen werden abgebrannte Brennelemente (etwa 50 m³ pro Jahr in einem einzigen großen Kernkraftwerk) in neu errichteten Zwischenlagern an den Kraftwerksstandorten zwischengelagert mit dem Ziel, sie später der direkten Endlagerung zuzuführen.
Prinzipiell könnte man das Problem langlebiger hochradioaktiver Abfälle dadurch entschärfen, dass man die problematischsten Nuklide abtrennt und durch Neutronenbestrahlung in kurzlebige oder stabile Isotope überführt. Ob diese Transmutation technisch und wirtschaftlich machbar ist, wird gegenwärtig (2017) noch untersucht.

## Endlagerkonzepte

### Schutzziel
Da Radioaktivität niemals auf Null zurückgeht, muss ein Vergleichsmaßstab herangezogen werden, um festzulegen, wie lange Atommüll sicher von der Biosphäre abgesondert bleiben muss. Bei der Einlagerung in tiefe geologische Formationen ist der allgemein akzeptierte Vergleichsmaßstab die Radioaktivität natürlicher Uranvorkommen. Je nach Art der betrachteten Uranlagerstätte kann ein längerer oder kürzerer Isolationszeitraum notwendig erscheinen. In Deutschland ist die Anforderung auf eine Million Jahre hinaufgesetzt worden: „In Anlehnung an Anforderungen des AkEnd (2002) sowie der Sicherheitskriterien (Baltes et al. 2002) wurde von einem notwendigen Isolationszeitraum, d. h. dem Zeitraum, für den die Schadstoffe im einschlusswirksamen Gebirgsbereich des Endlagers zurückgehalten werden müssen, in der Größenordnung von 1 Million Jahre ausgegangen.“

### Einlagerung in tiefe geologische Formationen

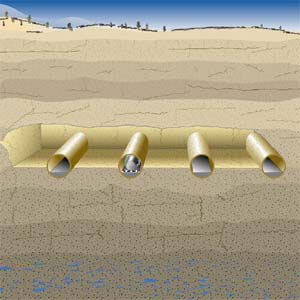
Gesteinsschichten bilden natürliche Barrieren um ein Tiefenlager

Es besteht weltweit Konsens, dass hochradioaktiver Abfall durch Einlagerung in tiefe geologische Formationen entsorgt werden muss, um eine relative Sicherheit des Einschlusses gewährleisten zu können. Dadurch entsteht ein Schutzsystem aus mehreren Barrieren. Die ersten technischen Barrieren bestehen aus dem Einschluss des Abfalls in Glaskokillen (HAW-Verglasung) sowie weiteren Umbehältern. Über einen Zeitraum von tausenden Jahren können diese Barrieren jedoch insbesondere durch die Einwirkung der ionisierenden Strahlung undicht werden und es kann zu einer lokalen Diffusion radioaktiver Nuklide kommen. Langfristig sollen dann die geologischen Barrieren wirken und eine Migration (Wanderung) der Radionuklide in die Biosphäre verhindern.
Einen Anhaltspunkt für die Möglichkeit eines dauerhaften geologischen Einschlusses liefert der Naturreaktor Oklo: unter den dortigen standortspezifischen Bedingungen sind einige bei der Kernspaltung entstandene Radionuklide innerhalb von 2 Milliarden Jahren weniger als 50 m weit gewandert. Kurzlebigere Nuklide wie Iod-129 konnten allerdings nicht mehr gefunden werden. Solche Analogien aus der Natur können nach Auffassung der Schweizer Nationalen Genossenschaft für die Lagerung radioaktiver Abfälle lediglich als „Hinweise“ für das Verhalten von Endlagern betrachtet werden. Eine entscheidende Voraussetzung für einen sicheren Einschluss ist, dass es nicht durch Zutritt von Wasser zu konvektivem Materialtransport kommt.
Eine Korrosion der Behälter könnte jedoch schneller erfolgen als bisher gedacht.

### Tiefe Bohrlöcher (Deep borehole disposal)
Bisher sind Endlager für hochradioaktive Abfälle als Bergwerke konzipiert worden; die Kammern für die Einlagerung befinden sich typischerweise in Tiefen von einigen hundert Metern. Aufgrund von Fortschritten in der Tiefbohrtechnik erscheint es inzwischen auch möglich, Atommüll in Bohrlöchern von mehreren tausend Metern Tiefe einzulagern, was die dauerhafte Entfernung aus der Biosphäre erheblich sicherer machen kann. Allerdings läuft dieses Konzept dem Trend zur rückholbaren Einlagerung entgegen.
Weiterhin ist vorgeschlagen worden, diese Bohrlöcher in Subduktionszonen einzubringen, so dass der Atommüll aufgrund der Plattentektonik zuverlässig zum Erdinneren hin transportiert wird.

### Endlagerung im Meer
Die Endlagerung auf oder unter dem Meeresboden ist durch die Londoner Konvention seit 1974 für HAW und seit 1993 vollständig verboten worden. Diese Vereinbarung galt vorerst bis 2018. Hintergrund ist die umfangreiche problematische Atommüllentsorgung im Meer, die vorher stattfand. Dennoch wird als Alternative zu landbasierten Entsorgungskonzepten gelegentlich wieder diskutiert, radioaktiven Abfall in stabilen Tonformationen unter dem Meeresboden endzulagern, eine künstliche Insel für diesen Zweck anzulegen oder ein unter dem Meeresboden gelegenes, durch Tunnel zu erreichendes Endlager anzulegen. Nennenswerte Forschungsaktivitäten dazu gibt es aber seit 1990 nicht mehr. Einige Expertenstudien sehen diese Option auch längerfristig als wenig erfolgversprechend an.

### Reversibilität
Die Reversibilität ist ein wesentliches Prinzip in der Endlagerung radioaktiver Abfälle. Sie beschreibt die Möglichkeit, Entscheidungen, die während der Standortauswahl und des Baus eines Endlagers getroffen wurden, später zu überdenken und gegebenenfalls rückgängig zu machen. Konkret bedeutet dies, dass es möglich ist, im Standortauswahlprozess auf frühere Phasen zurückzugreifen und bestimmte Schritte erneut zu durchlaufen. Dieses Prinzip soll sicherstellen, dass nachfolgende Generationen, die weiterhin mit langlebigen radioaktiven Abfällen konfrontiert sein werden, Handlungsspielräume haben, um vergangene Entscheidungen anzupassen und neue technische oder wissenschaftliche Erkenntnisse in die Endlagerung einzubringen.
Ein wichtiger Bestandteil dieses Prinzips ist die Option zur Rückholung und Bergung der Abfälle. Während die Rückholung die Möglichkeit beschreibt, Abfälle während der aktiven Betriebsphase des Endlagers wieder an die Oberfläche zu bringen, bezieht sich die Bergung auf eine solche Option in der anschließenden Nachbetriebsphase des Endlagers. In Deutschland wird angestrebt, dass die Behälter noch bis zu 500 Jahre nach Verschluss des Endlagers geborgen werden können. Beide Konzepte erfordern sorgfältige Planungen und technische Vorkehrungen, um die Langzeitsicherheit des Endlagers zu gewährleisten und die Strahlenbelastung für das Personal so gering wie möglich zu halten.
Für den Humanökologen Jürgen Manemann ergibt sich aus dem Prinzip des Gemeinwohls die Forderung nach einer rückholbaren Endlagerung. Ansonsten, so Manemann, entstehe für zukünftige Generationen eine doppelte Irreversibilität: Der radioaktive Abfall sei aus heutiger Sicht irreversibel und der Umgang damit würde dann auch als irreversibel zementiert.

## Weltweite Situation
Planung und Vorgehensweise bei der Endlagerung liegen in der Verantwortung eines jeden Staates; es gibt international verbindliche Grundanforderungen durch die Internationale Atomenergieorganisation (IAEO).

### Endlager für schwach- und mittelradioaktive Abfälle
Für schwach- und mittelradioaktive Abfälle existieren Endlager in vielen Ländern, beispielsweise in Frankreich, Großbritannien, Spanien, Tschechien und in den USA. In Deutschland wird derzeit kein Endlager betrieben; in das Endlager Morsleben werden seit 1998 keine Abfälle mehr eingelagert und das Endlager Schacht Konrad ist noch in der Errichtungsphase.

### Endlager für hochradioaktive Abfälle
Es gibt mindestens sechs Endlager für hochradioaktive Abfälle:
- Carlsbad, Vereinigte Staaten von Amerika: Waste Isolation Pilot Plant Bergwerk in Salzgestein[15]
- Dimitrowgrad, Russland: Tiefbohrloch, 2011 eingeschlossen[16]
- Schelesnogorsk, Russland: Tiefbohrloch, 2011 eingeschlossen[17]
- Sewersk, Russland: Tiefbohrloch, 2011 eingeschlossen[18]
- Ekores, Belarus: 10 Edelstahlcontainer in Betonwannen, infolge des Tschernobyl-Unfalls, 1992 eingeschlossen[19]
- Vektor, Ukraine: Gräben in Sedimentgestein, infolge des Tschernobyl-Unfalls[20]

In mehreren Staaten befinden sich Endlager für hochradioaktive Abfälle in unterschiedlichen Phasen der Realisierung.
In Finnland befindet sich das geologische Tiefenlager Onkalo, als Teil des Endlagers Olkiluoto, seit September 2024 in einem Testbetrieb. Ab 2025 sollen die Einlagerungsstollen mit verbrauchten Brennstäben befüllt werden.
Die schwedische Regierung hat der Firma SKB im Januar 2022 die Baugenehmigung für ein Endlager im Kernkraftwerk Forsmark erteilt. Nach Festlegung der maximalen Kapazität im Oktober 2024 kann der auf etwa 10 Jahre Dauer geschätzte Bau beginnen.
In Frankreich empfiehlt die französische Atommüllbehörde ANDRA (Agence Nationale pour la Gestion des Déchets Radioactifs) mittlerweile die Errichtung eines Endlagers für hoch- und mittelaktiven atomaren Abfall in Bure.
Im Juli 2011 beschloss der Rat der Europäischen Union die Richtlinie 2011/70/Euratom, nach der alle vierzehn kernenergienutzenden EU-Länder bis 2015 der EU-Kommission den Inhalt der nationalen Programme für die Entsorgung abgebrannter Brennelemente und radioaktiver Abfälle übermitteln müssen. Andernfalls würde vor dem Europäischen Gerichtshof ein Vertragsverletzungsverfahren angestrengt. Bislang ist es jedoch nicht dazu gekommen.
In den vergangenen zehn bis fünfzehn Jahren entdeckte man in diesem Zusammenhang erhebliche neue Probleme, so beispielsweise das der Gasentwicklung im Endlager oder Probleme mit dem Nachweis der Langzeitsicherheit.
Neben den naturwissenschaftlich-technischen Problemen gibt es auch politische Probleme – häufig fehlt die Akzeptanz der Bevölkerung in den betroffenen Regionen für ein Endlager, wie sich beispielsweise in und um Gorleben zeigt.

## Endlagerung radioaktiver Abfälle in Deutschland

### Geschichte
Das deutsche Entsorgungskonzept sieht vor, alle Arten radioaktiver Abfälle (aus Kernkraftwerken, Medizin und Technik) in tiefen geologischen Formationen endzulagern. Umstritten ist, ob dies in einem einzigen Endlager oder getrennt für wärmeentwickelnde und nicht oder nur schwach wärmeentwickelnde Abfälle in unterschiedlichen Endlagern geschehen soll. Für wärmeentwickelnde Abfälle (Prognosemenge: insgesamt 21.000 m³ / 27.000 m³ lt. BMUB/Endlager-Kommission) besteht ein Endlagerbedarf frühestens ab etwa 2030 (die Nachzerfallswärme erfordert einige Jahrzehnte Abkühlung, um zu große Wärmeeinbringung zu vermeiden), für nicht wärmeentwickelnde Abfälle (Prognosemenge: 300.000 m³ / 600.000 m³ Endlager-Kommission) früher.
Mit Forschungs- und Entwicklungsarbeiten für die Endlagerung wurde erst nach der Inbetriebnahme von Kernkraftwerken begonnen. Im Rahmen des zweiten Atomprogramms der Bundesregierung (1963 bis 1967) wurde die Planung möglicher Schritte zur Realisierung einer Abfallendlagerung angekündigt.
In der Schachtanlage Asse führte man Forschungs- und Entwicklungsarbeiten für die Endlagerung durch und entsorgte von 1967 bis 1978 im Rahmen von Versuchs- und Demonstrationsprogrammen radioaktive Abfälle. Das Bundesamt für Strahlenschutz (BfS) stellte im Januar 2010 einen Plan vor, alle 126.000 Fässer mit radioaktiven und chemotoxischen Abfällen aus der Asse zurückzuholen. Zuvor waren die katastrophalen Standortverhältnisse und jahrelangen Fehleinschätzungen der beteiligten Institutionen bekannt geworden.
Nach dem Atomausstieg im Sommer 2011 und einem Regierungswechsel in Niedersachsen 2013 hat die schwarz-gelbe Bundesregierung (Kabinett Merkel II) ihre Politik geändert und nach langen Verhandlungen mit der Opposition und den Bundesländern ein parteiübergreifendes neues Endlagersuchgesetz, das Standortauswahlgesetz, erlassen. Es soll nun wieder ergebnisoffen nach einem endlager-geeigneten Standort für Atommüll gesucht werden. Der Salzstock Gorleben-Rambow ist weiterhin eine mögliche Option, eine Vorfestlegung werde damit aber nicht getroffen.
Im Jahr 2015 beschloss die Bundesregierung, ein einziges Endlager für schwach- und mittelradioaktive sowie für die hochradioaktiven Abfälle zu suchen. Die BGR, die für die Endlagersuche von der Regierung beauftragt wurde, und der Arbeitskreis Auswahlverfahren Endlagerstandorte (AkEnd) haben aus technischen Gründen eine klare Stellung gegen das Ein-Endlager-Konzept eingenommen. Dies sei nicht nur aufgrund der möglichen Mischung von unterschiedlichen Abfällen gefährlich, sondern ein Endlager, das die Sicherheitsanforderungen für hochradioaktive Abfälle einhalten könne und gleichzeitig genug Volumen zur Lagerung aller Abfälle biete, sei auch schwieriger zu finden.
Dem Bericht der Endlagerkommission zufolge wird sich die Endlagerung hochradioaktiver Abfälle in Deutschland bis weit ins 22. Jahrhundert hinziehen. Die Kommission erwartet das Ende der Einlagerung zwischen den Jahren 2075 und 2130, während der „Zustand eines verschlossenen Endlagerbergwerks zwischen 2095 und 2170 oder später“ erreicht werden soll. Demnach könnte hochradioaktiver Abfall bis nach 2100 in Zwischenlagern untergebracht sein. Die Kosten für die komplette Entsorgung allen in Deutschland erzeugten Atommülls belaufen sich auf rund 28 Milliarden Euro2014 inklusive Verpackung und Zwischenlagerung. Davon entfallen rund 18 Milliarden Euro2014 auf den Atommüll, der aus kommerziellen Kernkraftwerken stammt. Diese Zahlen stammen von der Kommission zur Überprüfung der Finanzierung des Kernenergieausstiegs.
Die Kernkraftwerksbetreiber haben inklusive einem zusätzlichen Risikozuschlag 24 Milliarden Euro für die Deckung dieser Kosten am 3. Juli 2017 überwiesen. Seitdem ist die Endlagerung offiziell Staatsangelegenheit und nicht mehr im Verantwortungsbereich der Kraftwerksbetreiber, die den Abfall erzeugt haben. Der Zeitplan sieht vor, bis 2031 ein Endlager zu finden und es anschließend auszubauen. Damit würden die ursprünglich gesetzten Fristen für Zwischenlager und Castoren, die für 40 Jahre ausgelegt sind, deutlich überschritten werden.

### Mögliche Endlagerformationen
Weltweit werden Salz-, Ton- und Granitformationen auf ihre Eignung als Endlager untersucht. In Deutschland kommen die zurzeit bekannten Salzstöcke Zwischenahn, Gorleben, Wahn (Hümmling), Gülze-Sumte und Waddekath in Betracht.
Bei den Tonformationen konzentriert man sich ebenfalls auf norddeutsche Standorte, weil die süddeutschen Formationen entweder in seismisch aktiven Gebieten oder in Karstregionen liegen (Schwäbische Alb), die aufgrund des hohen Wasserzutritts nur bedingt geeignet erscheinen. Im Gegensatz zu den wenig gestörten Graniten Finnlands und Schwedens, die dort im Hinblick auf eine Nutzung als Endlager untersucht werden, sind die in Deutschland auftretenden Formationen in Süddeutschland, Sachsen, Thüringen, und in der Oberpfalz nach Aussagen der Bundesanstalt für Geowissenschaften und Rohstoffe (BGR) stärker zerklüftet und damit weniger geeignet. Der Vorteil von Salzformationen ist deren Verformbarkeit, mit denen sie auf mechanische Beanspruchung reagieren und das Endlager gegen die Umgebung abschirmen. Die möglichen Schäden durch eine Radiolyse des Salzes, wie sie von der Ionic Materials Group des Zernike Institute der Universität Groningen um den niederländischen Physiker H.W. den Hartog erzeugt wurden, sind nach Ansicht der Reaktor-Sicherheitskommission vernachlässigbar, werden jedoch in der Wissenschaft noch kontrovers diskutiert. Allerdings hat Salz den gravierenden Nachteil, dass es wasserlöslich ist. Bei Zutritt von Wasser besteht die Gefahr, dass das natürliche Barrierensystem im Salz versagt und die Radionuklide freigesetzt werden.
Tonformationen haben wie Salz den Vorteil der Verformbarkeit. So wird die Uranlagerstätte Cigar Lake in Saskatchewan seit mehr als einer Milliarde Jahre durch Tonschichten von der Umgebung abgeschirmt. Bei tiefen Temperaturen können radioaktive Isotope zudem in den Zwischenschichten der Tonminerale adsorbiert werden. Durch die Wärmeentwicklung beim radioaktiven Zerfall des Atommülls geht diese Fähigkeit allerdings verloren. Dem könnte aber durch eine genügend große Entfernung zwischen den verschiedenen Wärme abstrahlenden Containern vorgebeugt werden. Ein gewisser Nachteil von Tonformationen ist die im Vergleich zu Salz geringere Standfestigkeit. Ein großer Vorteil von Tonstein gegenüber Salz ist seine Nicht-Löslichkeit.

### Standorte

#### Der Salzstock bei Gorleben

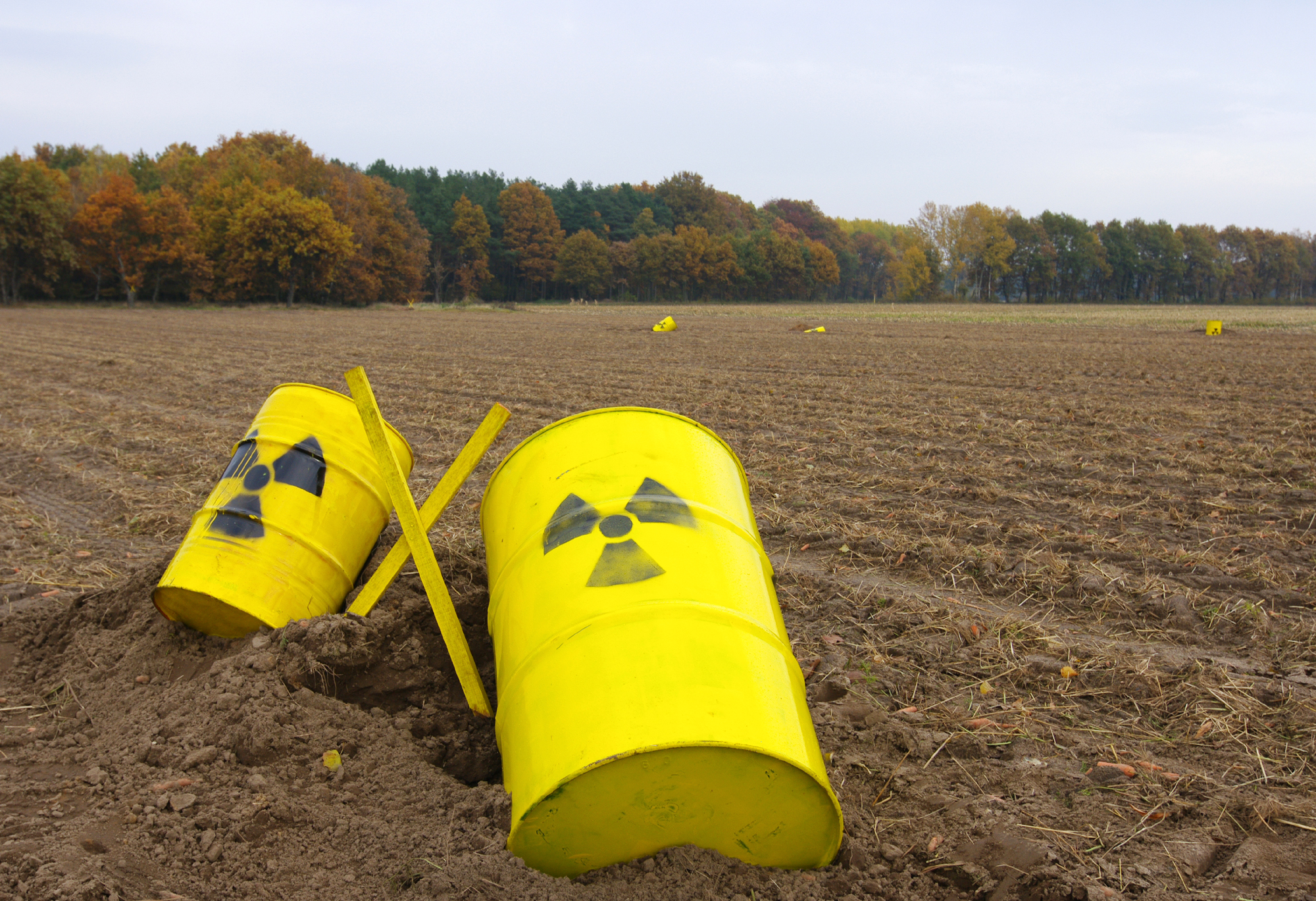
Protestaktionen gegen die Endlagerung und Atommülltransporte im Wendland, D

In Gorleben wurde von 1979 bis 2000 ein Salzstock auf seine Eignung als Endlager für alle Arten von radioaktiven Abfällen untersucht. Der Standort wurde nicht aufgrund seiner geologischen Eignung, sondern vor allem aus politischen und regionalwirtschaftlichen Erwägungen festgelegt. Er gehörte nicht zu den von der Bundesanstalt für Geowissenschaften und Rohstoffe (BGR) durch Gerd Lüttig im Auftrag der Kernbrennstoff-Wiederaufbereitungsgesellschaft zwischen 1972 und 1975 für die Lagerung atomarer Reststoffe untersuchten Salzstöcken. Die Erkundung des Salzstockes wurde 2000 auf Veranlassung der damaligen rot-grünen Bundesregierung unterbrochen. Das auf drei bis zehn Jahre angelegte Moratorium sollte zur Klärung konzeptioneller und sicherheitsrelevanter Fragen zur Endlagerung genutzt werden. Eine wichtige Frage ist, ob das Endlager über mehrere Jahrhunderttausende geologisch sicher ist. So dürfen beispielsweise tektonische Aktivitäten nicht zu einem Eindringen von Grundwasser in den Salzstock führen. Dieses und andere Szenarien können derzeit nicht mit Sicherheit ausgeschlossen werden. Das Moratorium endete im März 2010. Inwieweit die damalige Regierung Kohl auf den Zwischenbericht der Physikalisch-Technischen Bundesanstalt aus dem Jahr 1983 zur Standortuntersuchung Einfluss nahm, wurde von der schwarz-roten Koalition 2009 geprüft und war Thema eines Untersuchungsausschusses. Den formalen Sofortvollzug zur Wiederaufnahme der Erkundungsarbeiten ordnete das Landesamt für Bergbau, Energie und Geologie am 9. November 2010 an. Die geplante Endlagerung von Atommüll im Gorlebener Salzstock und die damit verbundenen Castor-Transporte sind regelmäßig Anlass für heftige Proteste, Demonstrationen und Blockadeaktionen zehntausender Atomkraftgegner.
Zum heutigen Stand (2015) hat nur die BGR untertägige Untersuchungen in Gorleben durchgeführt. Die zusammenfassende Aussage der BGR zu diesem Standort ist: „Trotz der noch nicht abgeschlossenen Erkundung des Salzstocks Gorleben kann nach den bisherigen Untersuchungen festgestellt werden, dass aus geowissenschaftlicher Sicht keine Erkenntnisse gegen die Eignungshöffigkeit des Salzstocks vorliegen“. Im Jahr 2020 wurde bekannt, dass der Standort Gorleben aus geologischen Gründen als Endlager ausscheidet. Daraufhin hat das Bundesumweltministerium angekündigt, die Schachtanlage stillzulegen.

#### Schacht Konrad

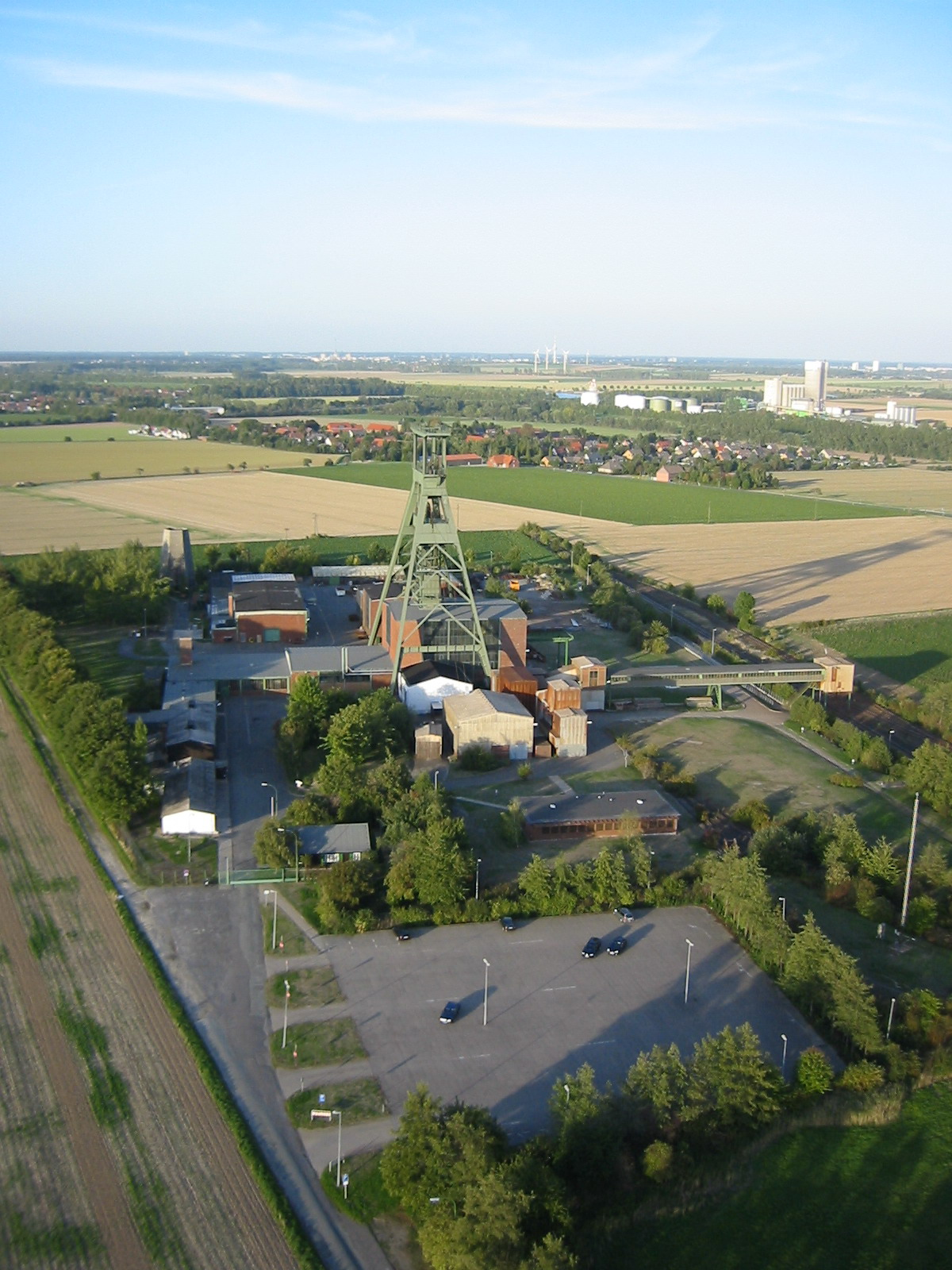
Schachtanlage Konrad, D

Die ehemalige Eisenerzgrube Konrad in Salzgitter wird derzeit in ein Endlager („Schacht Konrad“) für nicht oder nur schwach wärmeproduzierende radioaktive Abfälle umgebaut. Der Planfeststellungsbeschluss wurde nach einem 20 Jahre dauernden Zulassungsverfahren 2002 erteilt; das letzte Rechtsmittel scheiterte 2008. Nach Angaben der Betreiberin Bundesgesellschaft für Endlagerung (BGE) wird mit einer Fertigstellung und Inbetriebnahme nicht vor 2030 ausgegangen.

#### Morsleben

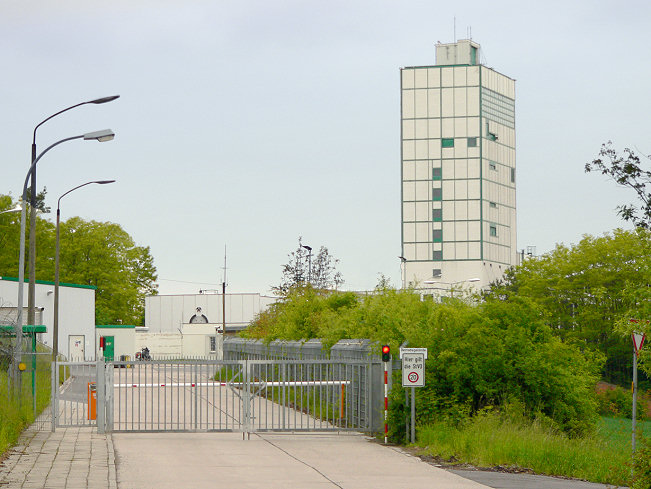
Eingang zum Atommüllendlager Morsleben, D (ex DDR)

1979 hatte die DDR mit der Nutzung des stillgelegten Salzbergwerks als Endlager für schwach- und mittelradioaktive Abfälle begonnen. Das Endlager wurde im Zusammenhang mit der deutschen Wiedervereinigung vom Bund übernommen. Bis zur Beendigung des Einlagerungsbetriebs im Jahr 1998 wurden insgesamt rund 37.000 m³ radioaktive Abfälle in Morsleben eingelagert. Derzeit läuft das Genehmigungsverfahren für die Stilllegung.

#### Versuchsendlager Asse

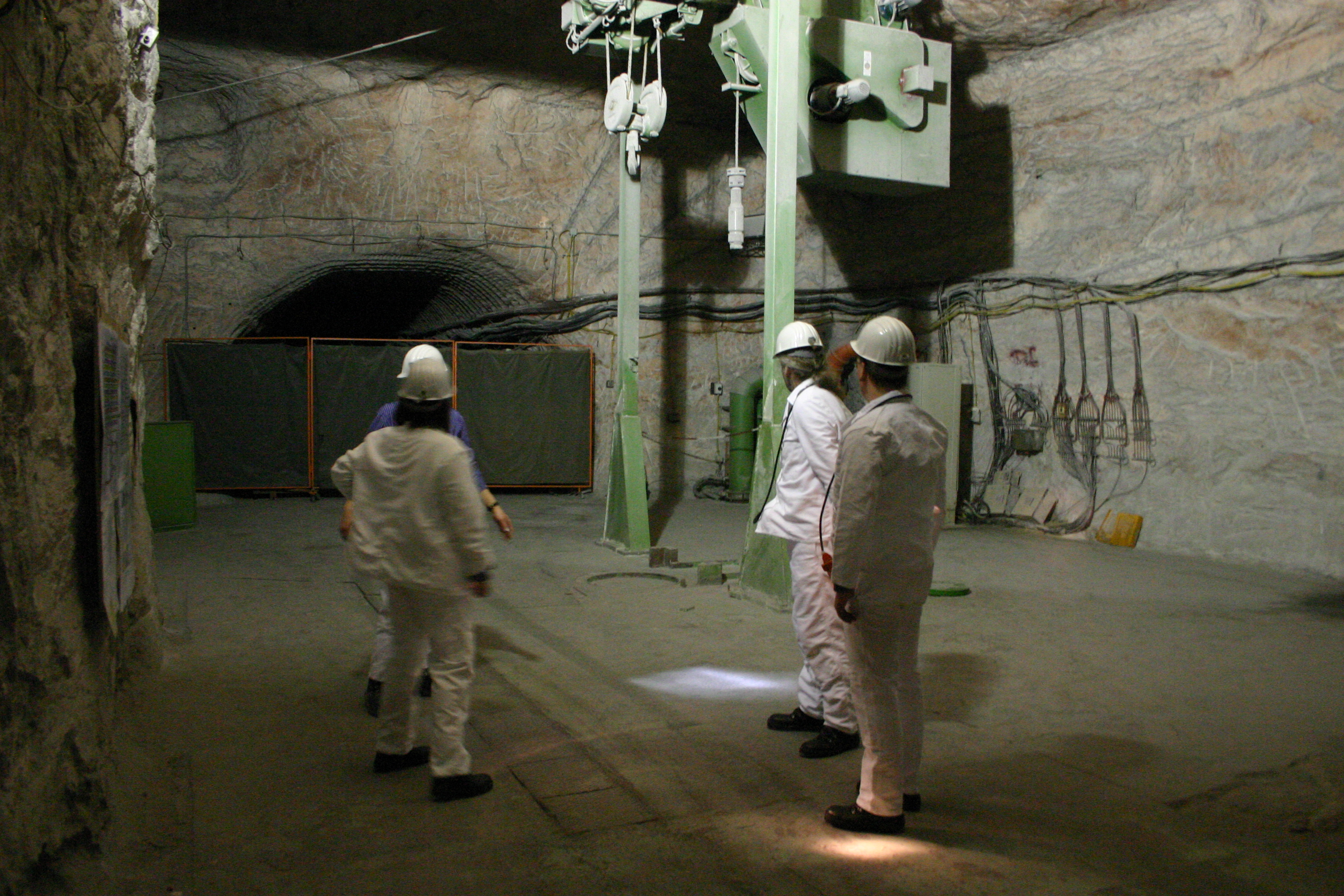
Zufuhrkammer für radioaktive Abfälle in der Schachtanlage Asse, D

Im ehemaligen Kali- und Steinsalzbergwerk Asse II wurde die Endlagerung radioaktiver Abfälle zwischen 1967 und 1978 großtechnisch erprobt und praktiziert. Es wurden 125.787 Gebinde mit schwachradioaktiven Abfällen und 16.100 Behälter mit mittelradioaktivem Müll eingelagert. In den Jahren 1979 bis 1995 wurden Versuche zur Einlagerung von mittel- und hochradioaktiven Abfällen durchgeführt, und zwar unterhalb des bestehenden Grubengebäudes im unverritzten Gebirge, unter sehr ähnlichen Bedingungen wie in dem avisierten Endlager Gorleben. Nachdem Kritiker schon früh auf die mangelnde Standsicherheit des Grubengebäudes und die Gefahr des Ersaufens hingewiesen hatten und 1988 Lösungszutritte aus dem Nebengebirge bekannt wurden, wurden von 1995 bis 2004 ungenutzte Abbauhohlräume verfüllt. Nach weiteren negativen Beurteilungen der Standsicherheit und dem Fund radioaktiv kontaminierter Lauge wurde 2010 beschlossen, sämtliche radioaktiven Abfälle zurückzuholen.

### Kombi-Endlager
Ab 2015 begann sich die Endlagerkommission verstärkt mit der Frage auseinandersetzen, ob schwach und mittel radioaktive Abfälle gemeinsam mit hoch radioaktiven Abfallstoffen in einem Endlager gelagert werden können – einem sog. Kombi-Endlager. Die schwach- und mittelradioaktiven Abfälle machen nur einen Bruchteil der Radioaktivität aber die Mehrheit des Volumens aus. 2002 wurde das Endlager für schwach- und mittelradioaktive Abfälle Konrad gemäß Atomgesetz genehmigt. Die Suche nach einem sog. Kombi-Endlager erübrigt sich damit.

## Endlagerung radioaktiver Abfälle in anderen Staaten

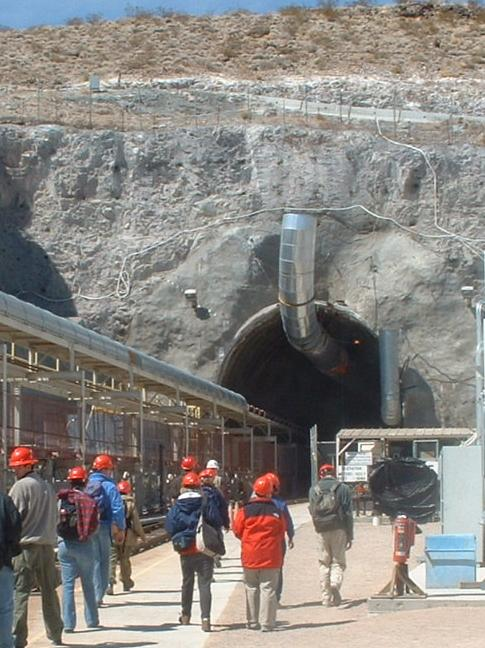
Eingang in den Stollen Yucca Mountain, USA

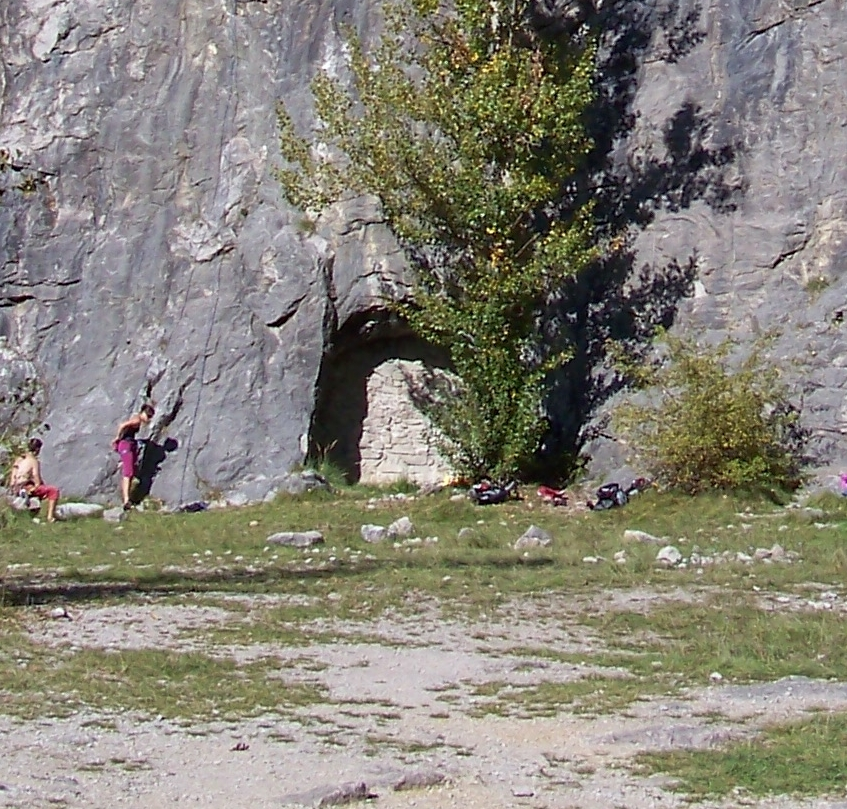
Zugemauerter Zugang des im Einschluss befindlichen Endlagers Hostím, Tschechien

Gegenwärtig sind in 19 der 41 Länder, die Kernenergie nutzen, Endlager für schwach- und mittelradioaktive Abfälle in Betrieb. Zumeist werden dabei Abfälle mit kurzer Halbwertszeit (< 30 Jahre) in oberflächennahe Kammern in bis zu 10 m Tiefe eingelagert. Nach Beendigung des Einlagerungsbetriebs schließt sich eine ca. 300 Jahre lange Überwachungsphase an, während der die Nutzung des Geländes normalerweise eingeschränkt aber möglich ist. In Schweden und Finnland gibt es Endlager in Form von oberflächennahen Felskavernen in Tiefen von etwa 70 bis 100 m unter der Erdoberfläche.

Endlager Onkalo in Olkiluoto, Finnland

Für hochradioaktive und langlebige Abfälle wird weltweit die Endlagerung in tiefen geologischen Formationen angestrebt. In Olkiluoto (Finnland) wurde ein entsprechendes Endlager gebaut und begann im September 2024 mit einem mehrmonatigen Testbetrieb. In Yucca Mountain (USA) und in Forsmark (Schweden) sind entsprechende Endlager konkret geplant. In Forsmark geht man dabei auch von der in Schweden gültigen Prämisse aus, abgebrannte Brennelemente so wenig wie möglich transportieren zu wollen.
Geplante Endlager für verschiedene Arten radioaktiver Abfälle sowie bestehende Endlager für schwach- und mittelradioaktive Abfälle nennt die folgende (unvollständige) Liste (siehe auch Liste von kerntechnischen Zwischen- und Endlagern):
| Land                   | Name des Endlagers bzw. Region                                       | Abfallklasse                                                                              | Zustand                         |
| ---------------------- | -------------------------------------------------------------------- | ----------------------------------------------------------------------------------------- | ------------------------------- |
| Argentinien            | Sierra del Medio                                                     | hochradioaktive Abfälle                                                                   | geplant                         |
| Bulgarien              | Nowi Chan                                                            | schwachradioaktive Abfälle                                                                | in Betrieb                      |
| Volksrepublik China    | Kernwaffentestgelände Lop Nor                                        | hochradioaktive Abfälle                                                                   | geplant                         |
| Finnland               | Loviisa                                                              | schwach- und mittelradioaktive Abfälle                                                    | in Betrieb                      |
| Finnland               | Olkiluoto                                                            | schwach- und mittelradioaktive Abfälle                                                    | in Betrieb                      |
| Finnland               | Onkalo                                                               | hochradioaktive Abfälle                                                                   | im Testbetrieb                  |
| Frankreich             | Bure (Felslabor)                                                     | mittel- und hochradioaktive Abfälle (reversible Versuchseinrichtung)                      | In Erprobung                    |
| Frankreich             | Centre de l’Aube                                                     | schwach- und mittelradioaktive Abfälle                                                    | in Betrieb                      |
| Frankreich             | Centre de la Manche                                                  | schwach- und mittelradioaktive Abfälle                                                    | seit 1994 geschlossen           |
| Vereinigtes Königreich | Drigg                                                                | schwachradioaktive Abfälle                                                                | in Betrieb                      |
| Japan                  | Rokkasho                                                             | schwachradioaktive Abfälle                                                                | in Betrieb                      |
| Marshallinseln         | Runit (Insel)                                                        | Radioaktive Abfälle von Kernwaffentests                                                   | in Betrieb                      |
| Norwegen               | Himdalen                                                             |                                                                                           | in Betrieb                      |
| Schweden               | SFR Forsmark                                                         | schwach- und mittelradioaktive Abfälle (hochradioaktive Abfälle genehmigt und in Planung) | in Betrieb                      |
| Schweden               | Oskarshamn                                                           |                                                                                           | geplant                         |
| Schweiz                | Nördlich Lägern: Im Haberstal des Ortes Windlach der Gemeinde Stadel | schwach-, mittel- und hochradioaktive Abfälle                                             | in Planung (-> unter NAGRA)     |
| Spanien                | El Cabril                                                            | schwach- und mittelradioaktive Abfälle                                                    | in Betrieb                      |
| Südkorea               | Gureopdo                                                             | Hoch- und mittelradioaktive Abfälle                                                       | geplant, mittlerweile verworfen |
| Tschechien             | Bratrství                                                            | Abfälle mit natürlichen Radionukliden                                                     | in Betrieb                      |
| Tschechien             | Dukovany                                                             | schwach- und mittelradioaktive Abfälle                                                    | in Betrieb                      |
| Tschechien             | Hostím                                                               | schwach- und mittelradioaktive Abfälle                                                    | im Einschluss                   |
| Tschechien             | Richard                                                              | Abfälle mit künstlich erzeugten Radionukliden                                             | in Betrieb                      |
| Ungarn                 | Püspökszilágy                                                        | schwach- und mittelradioaktive Abfälle                                                    | in Betrieb                      |
| Vereinigte Staaten     | WIPP                                                                 | Transuranabfälle                                                                          | in Betrieb                      |
| Vereinigte Staaten     | Yucca Mountain                                                       | hochradioaktive Abfälle                                                                   | geplant                         |

### Fachartikel
- Klaus‐Jürgen Röhlig, Horst Geckeis, Kurt Mengel: Endlagerung radioaktiver Abfälle: Fakten und Konzepte. In: Chemie in unserer Zeit. Band 46, Nr. 3, Juni 2012, S. 140–149, doi:10.1002/ciuz.201200578.
- Kurt Mengel, Klaus‐Jürgen Röhlig, Horst Geckeis: Endlagerung radioaktiver Abfälle: Die Wirtsgesteine: Tonstein, Granit, Steinsalz. In: Chemie in unserer Zeit. Band 46, Nr. 4, August 2012, S. 208–217, doi:10.1002/ciuz.201200582.
- Horst Geckeis, Klaus‐Jürgen Röhlig, Kurt Mengel: Endlagerung radioaktiver Abfälle: Chemie im Endlagersystem. In: Chemie in unserer Zeit. Band 46, Nr. 5, Oktober 2012, S. 282–293, doi:10.1002/ciuz.201200583.

### Sachbücher
- Achim Brunnengräber (Hrsg.): Problemfalle Endlager. Gesellschaftliche Herausforderungen im Umgang mit Atommüll. Baden-Baden 2016, ISBN 978-3-8487-3510-5.
- Matthias Giesselmann: Rechtliche Anforderungen der Beseitigung hochradioaktiver langlebiger Abfälle. Baden-Baden 2016, ISBN 978-3-8487-3077-3.
- Michael Lersow: Endlagerung aller Arten von radioaktiven Abfällen und Rückständen. Langzeitstabile, langzeitsichere Verwahrung in Geotechnischen Umweltbauwerken – Sachstand, Diskussion und Ausblick. Springer Spektrum, 2018, ISBN 978-3-662-57821-6, doi:10.1007/978-3-662-57822-3.